# Mendoza zebra
Mendoza zebra là một loài nhện trong họ Salticidae.
Loài này thuộc chi Mendoza. Mendoza zebra được Dmitri Viktorovich Logunov & Wanda Wesołowska miêu tả năm 1992.